# Clathroneuria coquilletti
Clathroneuria coquilletti är en insektsart som först beskrevs av Philip J. Currie 1898.  Clathroneuria coquilletti ingår i släktet Clathroneuria och familjen myrlejonsländor. Inga underarter finns listade i Catalogue of Life.